# Aphanolejeunea pustulosa
Aphanolejeunea pustulosa là một loài Rêu trong họ Lejeuneaceae. Loài này được (Jovet-Ast) Bernecker-Lucking & Pocs mô tả khoa học đầu tiên năm 1999.